# 불본행집경
《불본행집경》(佛本行集經, 산스크리트어 : Abhiniṣkramaṇa sūtra)은 총60 권으로 이루어져 있으며, 본행집경(本行集經)이라고도 불리는, 불교 경전의 하나이다.
중국 수 개황 7년(587년)부터 11년(591년)까지의 사이에 걸쳐 사나굴다(闍那崛多, Jñānagupta)에 의해 한문으로 번역되었다. 한역본은 한국의 해인사 고려대장경 권3에, 일본의 다이쇼 신수 대장경 본연부 제3책에 수록되어 있다.

## 특색
《불본행집경》은 주로 담무덕부(曇無德部)에서 전해지는 석가모니 부처의 전기를 바탕으로 마하승기, 설일체유부, 가섭유부 및 미사새부의 4부를 집합하고 아울러 담무덕부의 석가모니불본행이라는 경전의 이름을 붙였다. 이로 인해서 집경(集經)이라고도 불렀다.
이 경전은 석가모니 부처의 전반기 생애에 대해 불전 가운데서도 가장 자세하게 설명하고 있으며. 다른 불교 문학과 다른 네 가지 특징은 석가모니 부처 이전에 존재했던 과거불들의 계통을 설명하고, 왕통을 설명하고, 많은 본생담을 수록하고 각종 다양한 이종 전승들이 혼합되어 있다는 점이다. 이로 인해 불본행집경은 고대 인도 사회와 불교의 역사를 연구하는 데 중요한 자료로 평가되기도 한다.

## 내용
《불본행집경》은 석가세존의 탄생, 출가, 깨달음, 제자들의 불교 귀의 과정을 설명하고 있으며, 내용은 크게 세 부분과 60 개의 항목으로 나뉜다.

### 제1부
발심공양품(發心供養品)에서 현겁왕종품(賢劫王種品)에 이르기까지 석가모니 부처의 혈통과 계보를 서술하였다. 즉 보리심을 발하여 도솔천에 태어났고, 마야 부인의 태에 의지하였다. 5개의 장에 해당한다.

### 제2부
상탁도솔품(上託兜率品)에서 아난인연품(阿難因緣品)에 이르기까지, 석가모니 부처의 탄생, 학습, 결혼 및 출산에 대해 설명한다. 대략 잉태되어 세상에 태어나고, 출가한 뒤에 선인들을 찾아 다니며 출가 수행을 하던 시기, 고행 그리고 선정의 끝에 깨달음을 이루고 난 뒤에 법륜을 돌리는 계몽기 등으로 구분된다. 이러한 세 개의 시기를 32장으로 나누어 서술하였다.

### 제3부
제3부는 석가모니 부처의 설교와 교화 생활, 즉 제자의 전기의 설교 기간에 관한 것이다. 15개 장이 존재한다.

## 항목
- 발심공양품(發心供養品, 제1권)
- 수결정기품(受決定記品, 제3권)
- 현겁왕종품(賢劫王種品, 제4권)
- 상탁도솔품(上託兜率品, 제5권)
- 부항왕궁품(俯降王宮品, 제7권)
- 수하탄생품(樹下誕生品)
- 종원환성품(從園還城品, 제8권)
- 상사점착품(相師占看品, 제9권)
- 사타문단품(私陀問瑞品, 제10권)
- 이모양육품(姨母養育品, 제11권)
- 습학기예품(習學技藝品)
- 유희관루품(遊戲觀矚品제12권)
- 각술쟁혼품(捔術爭婚品)
- 상식납비품(常飾納妃品제13권)
- 공성권압품(空聲勸厭品제14권)
- 출봉노인품(出逢老人品)
- 정반왕몽품(淨飯王夢品, 제15권)
- 도견병인품(道見病人品)
- 노봉사시품(路逢死屍品)
- 야수다라몽품(耶輸陀羅夢品)
- 사궁출가품(捨宮出家品, 제16권)
- 삭발염의품(剃髮染衣品, 제17권)
- 차닉등환품(車匿等還品, 제18권)
- 관제이도품(觀諸異道品, 제20권)
- 왕사왕환품(王使往還品)
- 문아라한품(問阿羅邏品, 제21권)
- 답라마자품(答羅摩子品, 제22권)
- 권수세리품(勸受世利品)
- 정진고행품(精進苦行品, 제24권)
- 향보리수품(向菩提樹品, 제25권)
- 마포보살품(魔怖菩薩品, 제27권)
- 보살항마품(菩薩降魔品, 제29권)
- 성무상도품(成無上道品, 제30권)
- 석여마경품(昔與魔競品, 제31권)
- 이상봉식품(二商奉食品)
- 범천권청품(梵天勸請品, 제32권)
- 전묘법륜품(轉妙法輪品, 제33권)
- 야수타인연품(耶輸陀因緣品, 제34권)
- 야수타숙연품(耶輸陀宿緣品, 제36권)
- 부루나출가품(富樓那出家品, 제37권)
- 나라타출가품(那羅陀出家品)
- 파비야출가품(娑毘耶出家品, 제38권)
- 교빈병장품(教化兵將品, 제39권)
- 가섭삼형제품(迦葉三兄弟品, 제40권)
- 우파사라품(優波斯那品, 제42권)
- 포시죽원품(布施竹園品, 제44권)
- 대가섭인연품(大迦葉因緣品, 제45권)
- 발타라부부인연품(跋陀羅夫婦因緣品, 제47권)
- 사리목련인연품(舍利目連因緣品)
- 오백비구인연품(五百比丘因緣品, 제49권)
- 단불신언행품(斷不信人行品)
- 설법의식품(說法儀式品)
- 시기불본생지품(尸棄佛本生地品, 제50권)
- 우타이인연품(優陀夷因緣品, 제52권)
- 우파리인연품(優波離因緣, 제53권)
- 라후라인연품(羅睺羅因緣品, 제55권)
- 난타출가인연품(難陀出家因緣品, 제56권)
- 바제리가등인연품(婆提唎迦等因緣品, 제57권)
- 마니루타품(摩尼婁陀品, 제59권)
- 아난인연품(阿難因緣品, 제60권)

## 이설
《불본행집경》은 각 부 율장에 실린 불교에 대한 다양한 이론을 보존하고 있다.
- 《붓다차리타》(불소행찬) : 마야 부인은 태어난 아이가 하늘의 아이처럼 단정한 것을 보고 기쁨을 이기지 못하였고, 명이 다하여 천상에 태어났다고 한다. 불본행집경 권1에서 같은 내용을 찾을 수 있다.
- 《과거현재인과경》(過去現在因果經): 우루빈나가섭(優婁頻螺迦葉)의 생각을 알고, 북울(北鬱)에 가서 홀로 7일 밤낮을 머무르며 보이지 않았다. 불본행집경 권4에서 볼 수 있다.
- 《중본기경》(中本起經): 가란타가 부처에게 대나무 정원을 기증하였다. 《불본행집경》의 가섭유사설의 모습과 비슷하다.

## 한역
《불본행집경》의 산스크리트어 원문은 아직 발견되지 않았으며 한역본에는 수사적 장식이 거의 없다.
역사적 기록에서 원래 서문이 있었다고 전하나 손실되었다.